# Zaladynie
Zaladynie (biał. Залядынне, Zaladynnie; ros. Залядынье, Zaladynje) – wieś na Białorusi, w obwodzie brzeskim, w rejonie janowskim, w sielsowiecie Odryżyn.

## Historia
W dwudziestoleciu międzywojennym leżała w Polsce, w województwie poleskim, w powiecie drohickim, w gminie Odryżyn. W 1921 wieś liczyła 88 mieszkańców, zamieszkałych w 20 budynkach. Wszyscy oni zadeklarowali narodowość białoruską i wyznanie prawosławne.
Po II wojnie światowej w granicach Związku Sowieckiego. Od 1991 w niepodległej Białorusi.